# Andrena kornosica
Andrena kornosica là một loài Hymenoptera trong họ Andrenidae. Loài này được Mavromoustakis mô tả khoa học năm 1954.